# 河在世
河在世 (ハ・ゼセ, Ha Jaese, 1885年8月26日 - 1944年1月28日) は、大韓帝国の儒学者であり,教育者に本貫は晉陽,初諱は廉世,字は泰元である。世宗朝,名宰相の領議政河演先生の直系の子孫である。

## 生涯
出典:
河在世は泗川槽洞の名望ある儒学者家門の出身や祖父は,彼が出生する前,すでに別世したことだ祖父からの影響は全くなかった。ひたすら父親の指導の下,7歳から儒学を学び始めて成年に至る經書に通達した。彼は激動期韓末を経て日帝強占期の暴壓と强要の中でも地方儒林の指導者の一人としていろいろ苦楚を喫し創氏改名と親日協力を最後まで拒否途中,素晴らしい59歳の年齢で幽明を違った。彼は生を尽くす瞬間まで日帝の植民地近代化敎育を反對し,儒敎敎育の重要性を強調した。儒学者であり,傳統敎育の現場で「學究」として敎育者の姿勢を最後まで堅持した。

## 家系

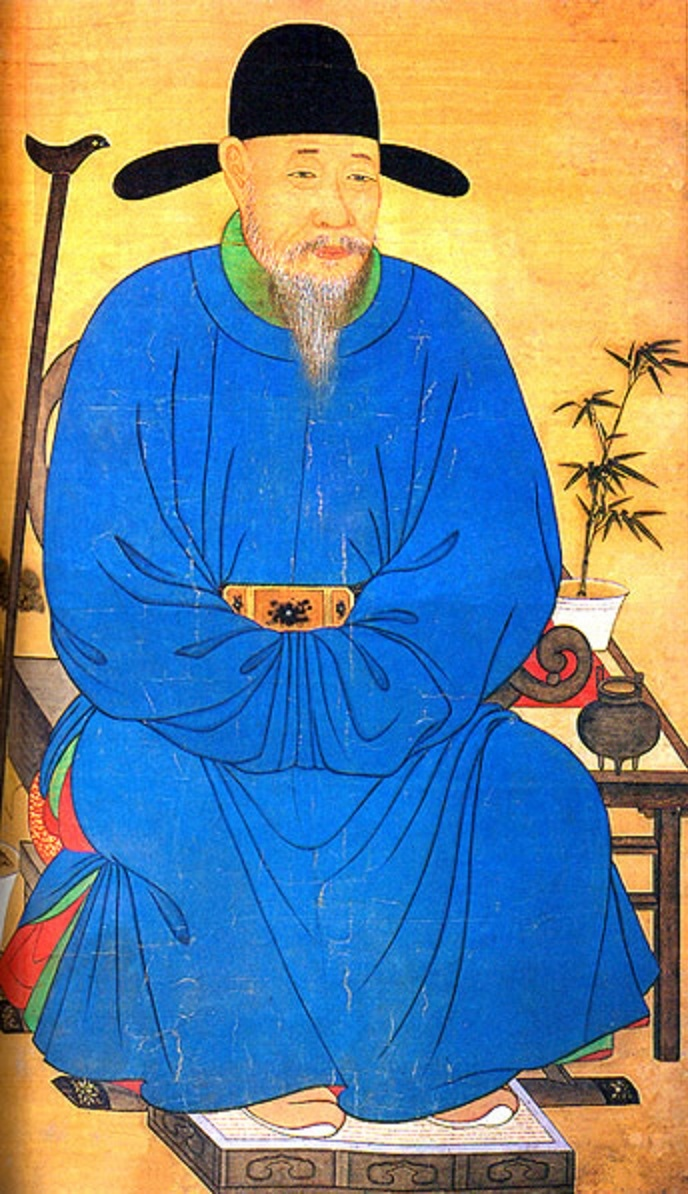
直系先祖河演先生

- 父：河千水(儒学者)
生考：河長水(儒学者)
- 母：東城李氏
誕母：金海金氏伯林
  - 配偶者：密陽朴氏連順
    - 子：河致鎬(元 軍人)
-大韓民国 仁憲武功勲章
-大韓民国 花郞武功勲章
-越南ヨプソン武功勲章 受勳
-大韓民国 兵役名門家 指定
    - 子婦：晉陽姜氏淑順
      - 孫子：河洪述
-大韓民国 仁憲武功勲章
-越南ヨプソン武功勲章 受勳
-大韓民国 武功受勳者会 諮問委員
-大韓民国 兵役名門家 指定
      - 孫子：河洪順
-元 民主勞動黨 釜山市黨 代議員
-大韓民国 兵役名門家 指定
      - 孫子：河承武(歴史神学者、詩人)
-第34会 誇らしい釜山市民賞 受賞
-元 統一部 專門委員
-元 民主平和統一諮問會議 諮問委員
-大韓民国 兵役名門家 指定

## 参考資料
- 晉陽河氏大同譜(乾隆丙子譜,1756年)
- 晉陽河氏大同譜(乾隆壬辰譜,1772年)
- 晉陽河氏大同譜(乾隆乙酉譜,1789年)
- 晉陽河氏大同譜(道光戊子譜,1828年)
- 晉陽河氏大同譜(咸豐丁巳譜,1857年)
- 晉陽河氏大同譜(戊午譜,1858年)
- 晉陽河氏大同譜(庚辰譜,1880年)
- 晉陽河氏大同譜(庚子譜,1900年)
- 晉陽河氏大同譜(甲寅譜,1914年)
- 晉陽河氏大同譜(丁巳譜,1917年)
- 晉陽河氏大同譜(甲子譜,1924年)
- 晉陽河氏大同譜(戊辰譜,1928年)
- 晉陽河氏大同譜(壬辰譜,1952年)
- 晉陽河氏大同譜(乙未譜,1955年)
- 晉陽河氏大同譜(丁酉譜,1957年)
- 晉陽河氏大同譜(庚子譜,1960年)
- 晉陽河氏大同譜(乙酉譜,1969年)
- 晉陽河氏大同譜(甲子譜,1984年)
- 晉陽河氏大同譜(庚辰譜,2000年,仁済大学校 族譜圖書館)[3]
- 河承武の晉陽河氏家門人物硏究(2015年)